# Opressão tripla
A tripla opressão, também chamada de dupla penalização, Jane Crow, ou tripla exploração, é uma teoria desenvolvida por socialistas negros nos Estados Unidos, como Claudia Jones.  A teoria afirma que existe uma conexão entre vários tipos de opressão, especificamente classismo, racismo e sexismo. Ele levanta a hipótese de que todos os três tipos de opressão precisam ser superados de uma só vez.

## História
Antes que a opressão tripla fosse denominada, acadêmicas negras do século 19 discutiam as opressões únicas das mulheres negras. Como abolicionista, Sojourner Truth afirmou as lutas que enfrentou como resultado de sua raça e gênero. Truth expressou oposição à Décima Quinta Emenda com o raciocínio de que mais poder masculino levaria a uma maior opressão das mulheres negras. Em um discurso de 1867, ela disse: "... se os homens de cor obtiverem seus direitos, e não as mulheres de cor, você verão os homens de cor serem senhores das mulheres, e será tão ruim quanto antes". Além disso, a sufragista Elizabeth Cady Stanton afirmou que as mulheres negras sofreriam de uma "tríplice servidão que o homem nunca conheceu" se não recebessem direitos de voto quando os homens de cor o fizessem. Anna Julia Cooper discutiu a dupla escravização das mulheres negras por meio de raça e gênero. Além disso, em 1904, a ativista Mary Church Terrell explorou a discriminação única enfrentada pelas mulheres negras quando escreveu sobre a discriminação das mulheres de cor como resultado de sua raça e gênero.
De acordo com o estudioso Eric McDuffie, o termo "tripla exploração" foi cunhado na década de 1930 pela ativista e membro do Partido Comunista Louise Thompson Patterson para descrever a opressão de classe, raça e gênero sofrida especificamente por mulheres negras.
A tripla opressão foi popularizada durante um período de transição quando a Velha Esquerda como um movimento ficou impotente após a Segunda Guerra Mundial. O comunismo, embora proeminente em anos anteriores, atingiu seu pico mais alto na atmosfera política na década de 1960. O partido comunista era composto por membros imigrantes e estrangeiros e pelas várias coalizões anteriormente associadas ao Partido Socialista da América; esses trabalhadores, muitos dos quais não eram fluentes em inglês, fizeram pouco esforço para incluir os negros americanos e seus direitos, mesmo quando ambos se espelhavam. À medida que o Partido Socialista crescia, pouco esforço era feito para incluir os muitos membros afro-americanos. Embora os líderes muitas vezes fossem comprometidos contra a segregação racial, muitos no Partido Socialista não viam a conexão com o racismo e como isso afetava muitos nos Estados Unidos. "Alguns afro-americanos insatisfeitos com as atitudes socialistas e sua falta de vontade de falar sobre questões raciais, aderiram ao partido comunista; outros foram para a Irmandade de Sangue Africano (ABB), que era conhecida por ser uma organização radical de libertação negra". O novo conceito do Partido Comunista introduziu o termo tripla opressão com foco nas trabalhadoras negras.  Essa opressão é demonstrada através de: "Os membros mais privilegiados do grupo marginalizam aqueles que estão sobrecarregados e obscurecem reivindicações que não podem ser entendidas como resultantes de fontes discretas de discriminação".   O partido concentrou-se nas questões flagrantes de raça, classe e gênero, incluindo a interseccionalidade. Depois de muita frustração dos cidadãos negros e uma reformulação do partido comunista, muitos afro-americanos se juntaram ao partido para promover o objetivo da igualdade. Eventualmente, após a Primeira e a Segunda Guerra Mundial, o partido comunista sofreu muitas divisões que fizeram com que o partido ficasse menor e eventualmente desaparecesse. Muitos grupos saíram daí, incluindo movimentos de poder militantes como o movimento dos Panteras Negras. 

### Claudia Jones
O conceito de tripla opressão das mulheres negras foi popularizado dentro do Partido Comunista pela membro do partido Claudia Jones. Jones acreditava que a tripla opressão das mulheres negras com base em raça, classe e gênero precedeu todas as outras formas de opressão. Além disso, ela teorizou que, ao libertar as mulheres negras, que são as mais oprimidas de todas as pessoas, a liberdade seria conquistada para todas as pessoas que sofrem de opressão de raça, classe e gênero. Jones viu que o Partido Comunista se concentrava na opressão do homem branco da classe trabalhadora e criticou em seu artigo, "Um fim para a negligência dos problemas da mulher negra" (1949), a falta de reconhecimento pelo partido das opressões específicas das mulheres negras.
Jones certamente articularia um feminismo socialista que levasse em conta não apenas a raça, mas as lutas díspares de todas as mulheres trabalhadoras. Ela sentia que as mulheres negras americanas experimentaram uma forma única de opressão que não era reconhecida pelo feminismo. Ela argumentou que com a libertação das mulheres negras, o nacionalismo negro seria muito mais alcançável. Como ela coloca, "uma vez que as mulheres negras empreendem a ação, a militância de todo o povo negro e, portanto, da coalizão anti-imperialista é grandemente reforçada".
As opiniões de Jones influenciaram outras mulheres comunistas e ativistas negras, como Angela Davis  e o Combahee River Collective. Davis escreveu sobre a tripla opressão em seu livro Women, Race and Class (1981).

## Penalização duplo e múltiplo
Frances Beale introduziu o termo "dupla penalização" em 1972 para descrever a dupla opressão das mulheres negras. Entretanto ela observe que essas duas opressões estão frequentemente ligadas à opressão econômica, essa ideia não foi incluída na criação do termo.
De acordo com Deborah K. King, racismo, sexismo e classismo são amplamente aceitos como as principais facetas do status das mulheres negras. No entanto, alguns escritores sugeriram que a homofobia deveria ser um risco adicional na experiência da mulher negra. King acredita que dupla e tripla ameaça não explicam totalmente a relação entre as diferentes opressões enfrentadas pelas mulheres negras. Assim, King cunhou o termo "múltipla penalização" em 1988 para representar que as opressões são multiplicativas, não aditivas. Como tal, King acredita que as diferentes opressões interagem umas com as outras em vez de agir de forma independente.
Jim Sidanius e colegas apontaram que, embora seja verdade que as mulheres de grupos subordinados (por exemplo, mulheres negras) experimentam tanto racismo quanto sexismo, o racismo tende a ser direcionado principalmente a homens de grupos subordinados (por exemplo, homens negros) e que a evidência empírica apoia a ideia de que os piores resultados são geralmente encontrados em homens do grupo subordinado, não em mulheres, como previsto pela hipótese da dupla penalização.

## Interseccionalidade
A interseccionalidade é irmã da tripla opressão ao descrever as várias divisões do ser humano. É uma desconstrução de categorias como raça, classe e gênero. "Ain't I a woman", de Sojourner Truth, está associado à interseccionalidade devido à relação com o movimento feminista negro  e as múltiplas identidades em que se manifestaram. A ideia de opressão tripla mergulha nessas diferentes categorias, raça, classe e gênero, desenvolvendo uma compreensão da maneira como cada um trabalha em conjunto, muitas vezes através de injustiças. Barbara Smith relaciona essa combinação afirmando: "O conceito de simultaneidade da opressão ainda é o cerne de uma compreensão feminista negra  da realidade política e, acredito, uma das contribuições ideológicas mais significativas do pensamento feminista negro". Tanto a interseccionalidade quanto a tripla opressão mostram o descaso e a subordinação de muitas experiências das mulheres negras. Ambas desempenharam um papel vital na multiplicidade de movimentos que prosperaram a partir disso.

## Em vários contextos

### Participação política na África do Sul
Em "Gender, Social Location, and Feminist Politics in South Africa" (1991), Shireen Hassim discute como a tripla opressão afeta negativamente a participação das mulheres sul-africanas na política. Ela argumenta que a retórica em torno da opressão tripla no momento da publicação do artigo concentra-se muito na "relação aditiva entre essas diferentes dimensões da opressão", e não o suficiente em suas facetas interdependentes e interseccionais. As lutas das trabalhadoras negras são muitas vezes desconsideradas, pois uma identidade recebe mais atenção política. A raça é politicamente priorizada, de modo que o gênero é visto como menos importante dentro do patriarcado, tanto entre mulheres quanto entre homens. Hassim argumenta que as questões das mulheres existem como agendas políticas apenas dentro de outras mais amplas, como movimentos trabalhistas e resistência ao racismo. Desencorajadas pela falta de confiabilidade criada pela má reputação do feminismo na África do Sul, as mulheres negras se concentram menos nas questões das mulheres e mais nas questões anti-apartheid e trabalhistas, onde podem receber mais apoio.
Hassim segue explicando que por causa das interseções entre capitalismo, patriarcado e o trabalho como uma questão de gênero, cria uma "dupla mudança" que desencoraja as mulheres de participar politicamente, porque elas estão muito ocupadas fazendo malabarismos com seus papéis como "assalariadas e gerentes das famílias". Como as mulheres são "isoladas na casa", elas são privadas da oportunidade de desenvolver "uma consciência comum de opressão ou exploração". Se eles não podem se reunir, as mulheres não podem se organizar. Hassim argumenta que é uma combinação de valores patriarcais que empoderam os homens e obrigações de emprego em empregos domésticos e outros trabalhos, baseados em serviços que limitam a capacidade das mulheres de se tornarem ativas em campanhas que beneficiariam somente a elas: campanhas pelos direitos das mulheres.

### Oportunidades de emprego para mexicanos-americanos
Denise Segura argumenta que a desigualdade social que as mulheres negras enfrentam não pode ser explicada adequadamente por uma análise de qualquer uma das facetas que constituem a tripla opressão, porque sua subordinação nas hierarquias sociais é relativa aos homens, brancos e estratos de renda mais alta. As mulheres chicanas, ou mexicano-americanas, estão sujeitas à desigualdade tanto em casa quanto em contextos sociais, como a força de trabalho. O rebaixamento de mulheres e minorias a empregos tradicionalmente mal remunerados fez com que as chicanas não tivessem muitas opções de trabalho fora da agricultura ou da domesticidade, áreas caracterizadas por baixos salários e, portanto, baixo status. A discriminação baseada em raça e gênero e a relutância em aculturar inibem a mobilidade ocupacional. Indícios culturais e alta fertilidade também incentivam as mulheres mexicano-americanas a permanecerem em casa e ter filhos em vez de participar da força de trabalho. A combinação de preconceito de raça e gênero e a incapacidade de obter empregos de colarinho branco formam a base da tripla opressão sentida pelas mulheres mexicano-americanas. Por sua vez, a tripla opressão limita as oportunidades de emprego das chicanas a salários baixos, mais baixos do que seus colegas homens (chicamos) e das mulheres brancas, e empregos "secundários", como trabalhos de escritório e fábricas, solidificando efetivamente seu status na base da hierarquia social.

### Ativismo asiático-americano
Adrienne Ann Winans e Judy Tzu-Chun Wu argumentam que "outros" grupos, como minorias raciais, sofrem com perspectivas de emprego ruins por causa de sua "designação de outsiders". Grupos marginalizados por status legal e valores patriarcais geralmente encontram apenas trabalho de baixa remuneração com pouco ou nenhum benefício ou segurança no emprego. Poucas oportunidades de emprego contribuem para uma subordinação interseccional que inclui status legal, gênero e raça. Os esforços organizacionais das mulheres asiático-americanas nas décadas de 1960 e 1970 para combater esses fenômenos provaram facilitá-los. De acordo com Winans e Wu, as ativistas femininas reconheceram um preconceito dentro de seus próprios círculos de ativismo que "dependiam do trabalho feminino, mas privilegiavam a liderança masculina". Outras manifestações de tripla opressão na comunidade asiático-americana são a exploração de trabalhadoras imigrantes e os papéis de gênero que prescrevem o dever da "dupla jornada". Dentro do turno duplo, espera-se que as mulheres não apenas procriem, mas também gerem os produtos de seus sindicatos e contribuam para a força de trabalho ao mesmo tempo, um feito não exigido de seus colegas masculinos.

### Comunidades queer
Embora o termo tripla opressão tenha sido tipicamente reservado para descrever as dificuldades das mulheres negras trabalhadoras, o fenômeno de três cargas sociais que se cruzam tem atormentado os homens gays de cor. O estudo de 1999 de Diaz et al., publicado no American Journal of Public Health, descobriu que o impacto combinado de homofobia, racismo e pobreza causa efeitos psicológicos adversos em homens latinos, incluindo baixa auto-estima, depressão, problemas de sono, ansiedade e alienação social. Um fator que não surge em análises típicas de opressão tripla é a incidência de HIV, mas este estudo conclui que o status de HIV como fonte de discriminação social para os gostos de raça e classe se correlaciona com sintomas psicológicos mais elevados. Homens gays podem se beneficiar do privilégio masculino, mas em qualquer caso, eles também podem experimentar uma medida de opressão na forma de homofobia sistêmica, com incidentes de violência, menosprezo, desaprovação familiar, discriminação no trabalho e assédio policial.

### Países catalães
Feministas de esquerda nacionalistas catalãs teorizaram uma caracterização de opressão tripla do status das mulheres catalãs da classe trabalhadora. Sua perspectiva aponta o capitalismo, o nacionalismo espanhol e o patriarcado como três sistemas de dominação interligados.